# Spheropistha nigroris
Spheropistha nigroris là một loài nhện trong họ Theridiidae.
Loài này thuộc chi Spheropistha. Spheropistha nigroris được miêu tả năm 2000 bởi Yoshida, Tso & Severinghaus.